# Theater von Philippopolis

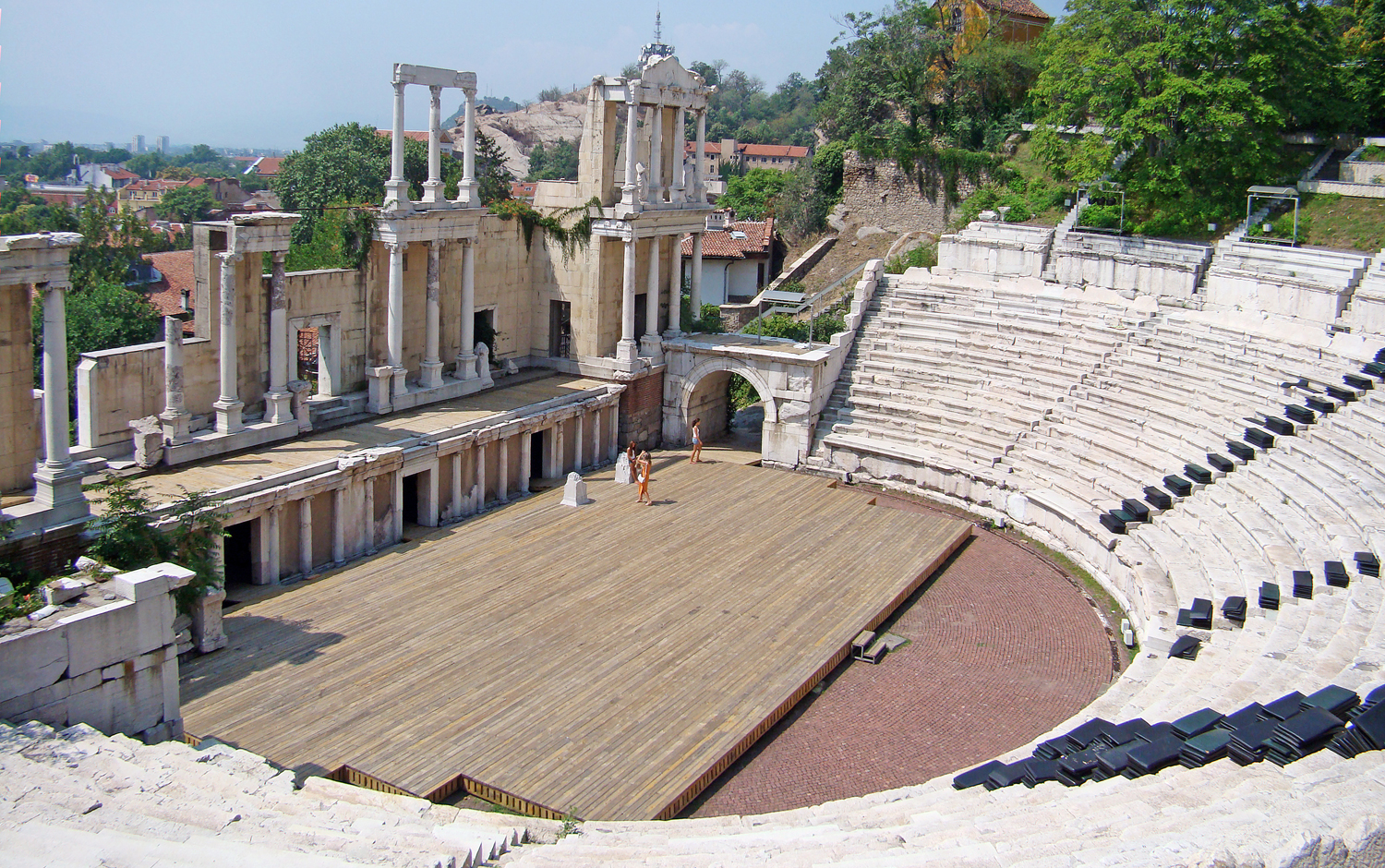
Das Theater von Plowdiw

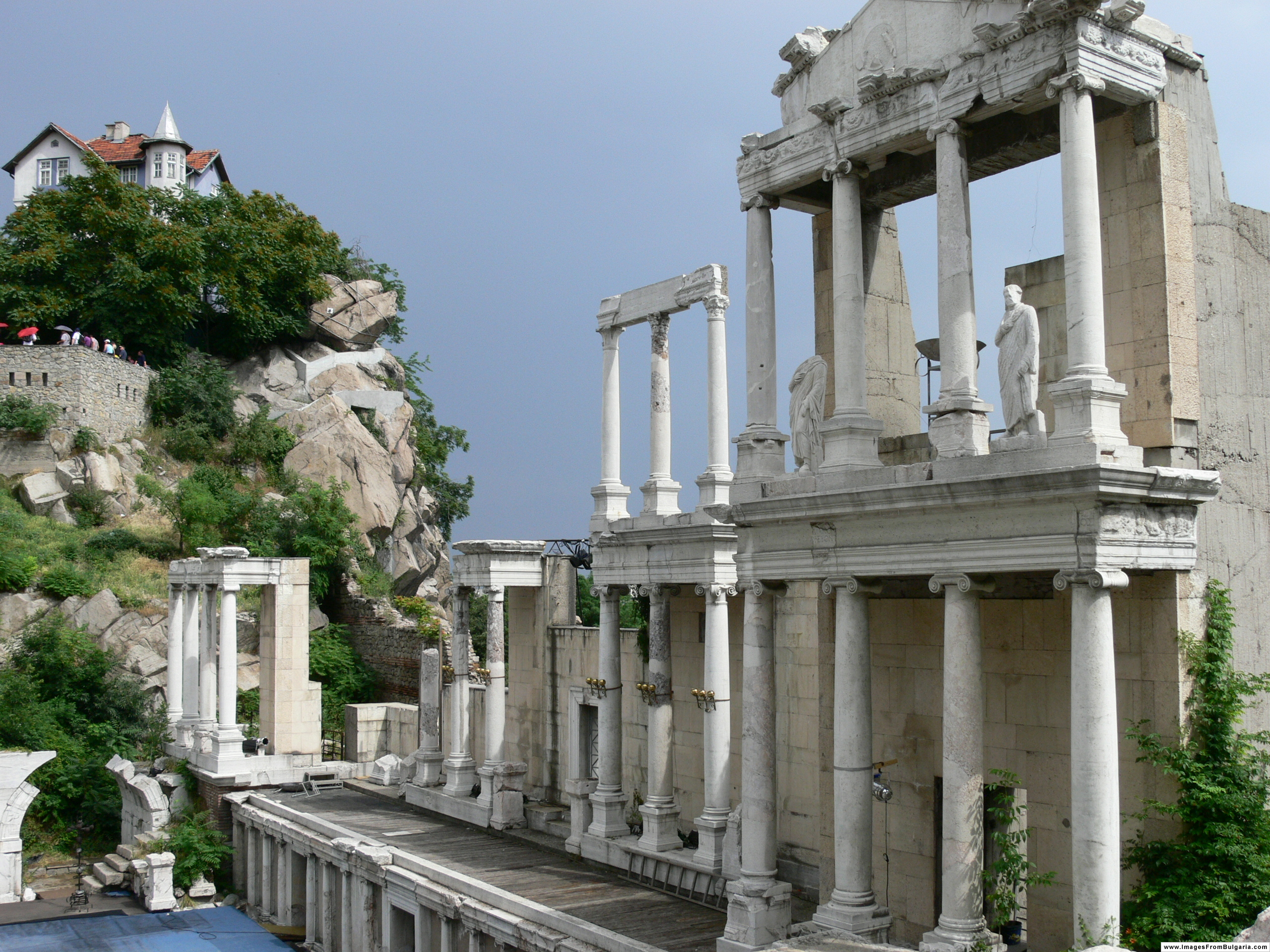
Die Bühne

Das Theater von Philippopolis war ein Theater in der römischen Stadt Philippopolis, dem heutigen Plowdiw in Bulgarien. Das Bauwerk wird häufig im allgemeinen Sprachgebrauch als Amphitheater bezeichnet, es handelt sich jedoch um ein gewöhnliches Theater der römischen Antike. Es liegt zwischen dem Südwest-Hang des Dschambas-Hügels (bulg. Джамбаз тепе) und dem Taksim-Hügel  (bulg. Таксим тепе) in der Altstadt von Plowdiw. Das Theater war eines der wichtigsten öffentlichen Gebäude des römischen Philippopolis und ist heute eines der besterhaltenen auf der Balkanhalbinsel und eine der Sehenswürdigkeiten von Plowdiw.
Eine Inschrift des Erbauers, die am Architrav des östlichen Proszeniums (der fassadenartige Vorbau der Hinterbühne) angebracht war, besagt, dass der Bau des Theaters gegen Ende der Herrschaft des Kaisers Trajan, wohl 116–117 n. Chr., erfolgte.

## Beschreibung
Die Zuschauersitze waren nach Süden ausgerichtet, zur antiken Stadt hin und in Richtung der Ausläufer der Rhodopen. Vom Grundriss her ist das Theater ein Halbkreis mit einem äußeren Durchmesser von 82 Metern.
Der offene Zuschauerbereich (Cavea) umfasste 28 konzentrische Reihen mit Marmorsitzen (von denen 20 intakt geblieben sind), die durch einen Gang (Diazoma) in zwei Ebenen unterteilt wurden. Die obere Ebene wird von schmalen, radial verlaufenden Treppen unterbrochen. Diese sieben Treppen unterteilen den Zuschauerbereich in sechs keilförmige Sektoren (Kerkides = Keilfelder). Die Zuschauerplätze umgeben die Bühne (Orchestra), die einen hufeisenförmigen Grundriss hat und einen Durchmesser von 26,64 Metern.
Das Bühnengebäude, die Skene, liegt südlich des Orchestras und hat drei Stockwerke. Der Bühnenbereich, Proszenium, ist 3,15 m hoch und seine Fassade, die dem Orchestra zugewandt ist, ist mit ionischem Marmorsäulen und einem Pediment (Giebeldreieck) gestaltet. Die Fassade der Skene, die den Zuschauerraum überragt, besteht aus einem zweistöckigen Portikus (Säulengang), wovon der erste in Ionischer Ordnung und der zweite in römisch-korithischer Ordnung ausgeführt ist. Die Fassade wird von drei, symmetrisch angeordneten Toren durchschnitten.
Der Eingang zur Orchestra (Parodos), der ursprünglich nicht überdacht war und erst später überdacht wurde, verbindet die Cavea mit dem Bühnengebäude. Ein unterirdischer Bogengang beginnt in der Mitte des Orchestras und führt unter dem Bühnengebäude aus dem Theater hinaus. Ein anderer Gang läuft unter den Mittelbank des Sitzbereichs der oberen Ebene und verbindet die Cavea mit dem Gebiet der drei Hügel (Trimontium = Stadt der drei Hügel). Über dem Gang lag die Loge für die Würdenträger.
Ähnlich wie bei allen anderen Theatern im Römischen Reich trugen die Ehrensitze des Theaters in Philippopolis eine Inschrift. Es gab Inschrifte für die Vertreter der Stadt, aber auch für den Magistrat und die Freunde des Kaisers. Einige Ehreninschriften zeigen, dass das Gebäude auch als Sitz der thrakischen Provinzversammlung benutzt wurde.
Wahrscheinlich wurden auch Gladiatorenkämpfe gegen wilde Tiere im Theater abgehalten, worauf Überreste von Sicherheitseinrichtungen vor der ersten Zuschauerreihe hindeuten. Diese zusätzlichen Maßnahmen wurden wegen des Besuchs von Kaiser Caracalla in Philippopolis im Jahr 214 n. Chr. getroffen.
Die Restaurierung des römischen Theaters in Plowdiw war eine große Leistung der bulgarischen Konservatoren. Der Wiederaufbau erfolgte strikt nach den Regeln der Anastilosis, wobei das neu hinzugefügte Baumaterial deutlich zu unterscheiden ist. Jetzt ist das Theater und das Dreihügelgebiet (Trimontium) eines der Symbole der Stadt Plowdiw und auf seiner Bühne werden klassische Dramen, Tänze und Musik aufgeführt.
Es gibt im Theater mehrere Stelen und Wandinschriften in griechischer Sprache.
Das Theater wurde mit 7000 Zuschauerplätzen gebaut. jeder Abschnitt trägt den Namen eines Stadtviertels, der in die Sitze eingraviert ist, so dass die damaligen Zuschauer ihren Platz kannten.
Ende des 4. Jahrhunderts wurde ein Großteil des Theaters von einem Feuer oder einem Erdbeben zerstört. In dieser Zeit wurde die ganze Region durch die Hunneneinfällen verwüstet.
Nach einem Erdrutsch wurde das Theater entdeckt und bei archäologischen Grabungen in den Jahren 1968 bis 1979 vom Archäologischen Museum Plowdiw erforscht. Bei den Grabungen musste unter anderem eine 4,5 Meter dicke Erdschicht abgetragen werden.

## Kultur
Während der Sommermonate finden regelmäßig Theater- und Musikaufführungen im Theater statt, u. a. das jährlich stattfindende Internationale Folklorefestival Plowdiw. Die Preisverleihung für die 21. Internationale Informatik-Olympiade 2009 fand in diesem Theater statt.

## Inschriften im Theater
Stelen mit griechischen Inschriften im antiken Theater in Plowdiw

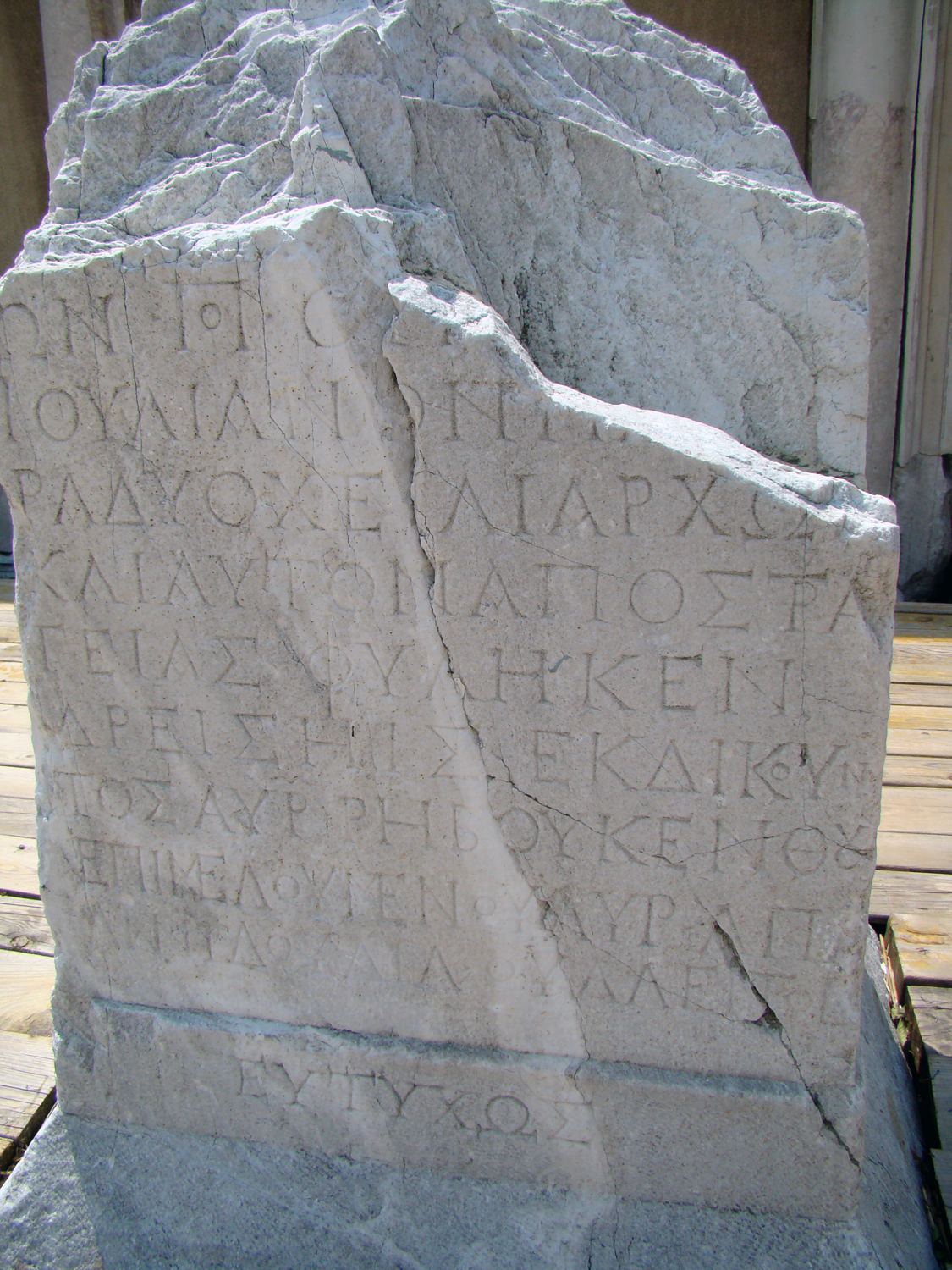
Ehrung für Publius Virdius Iulianus, ca. 214 n. Chr.
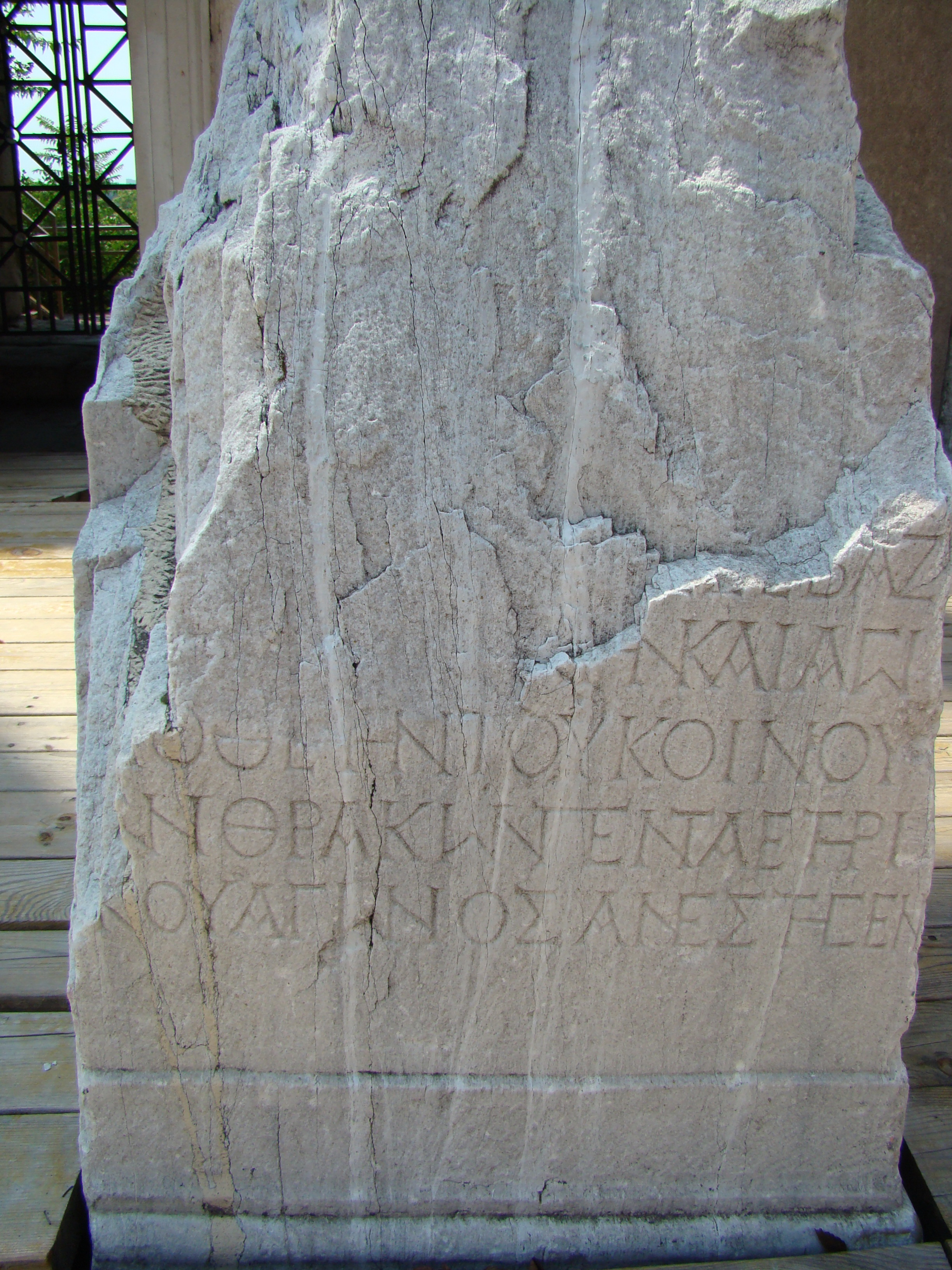
Ehrung für einen Thrakarchen, ca. 214 n. Chr.
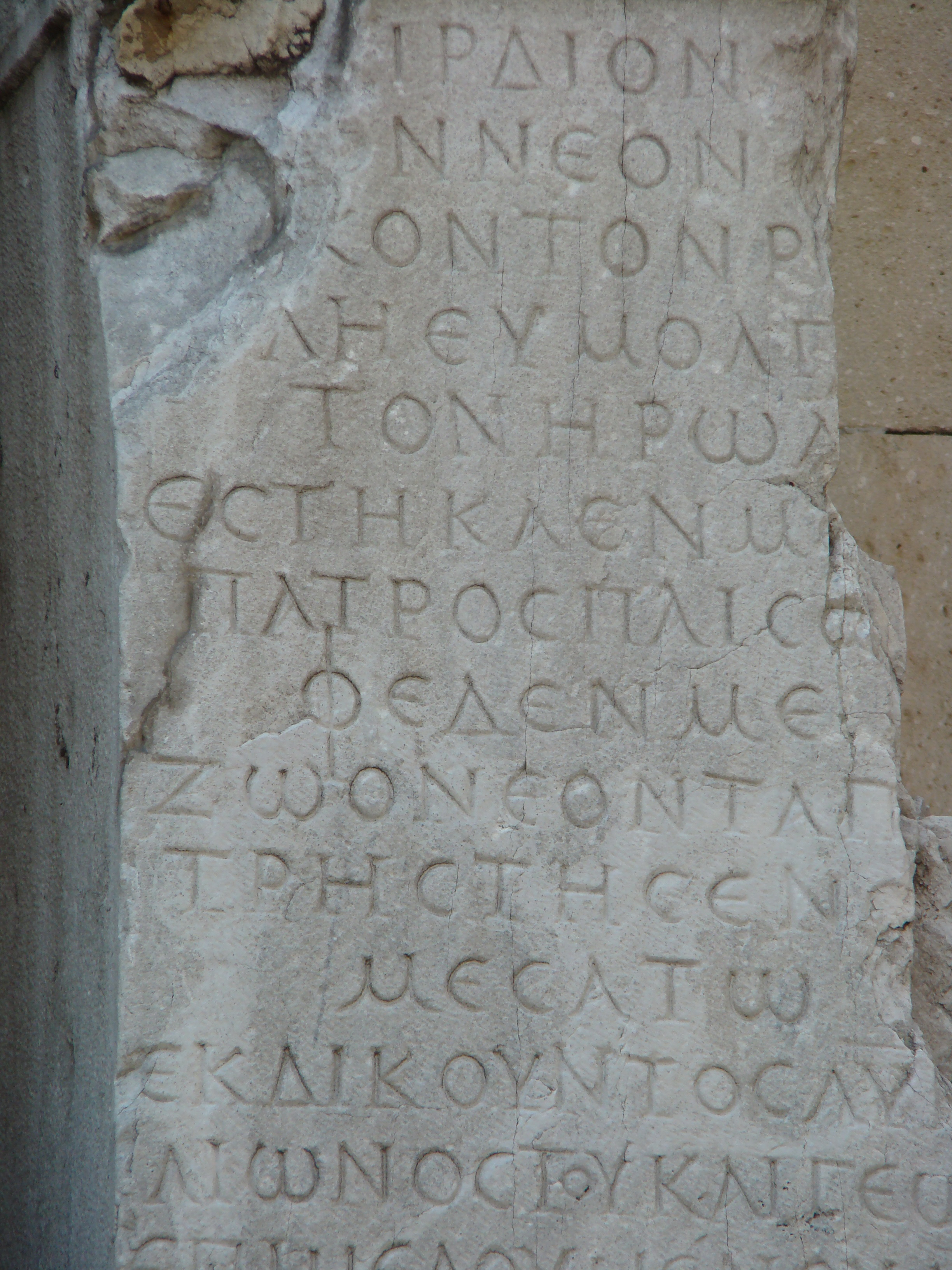
Ehrung für Publius Virdius
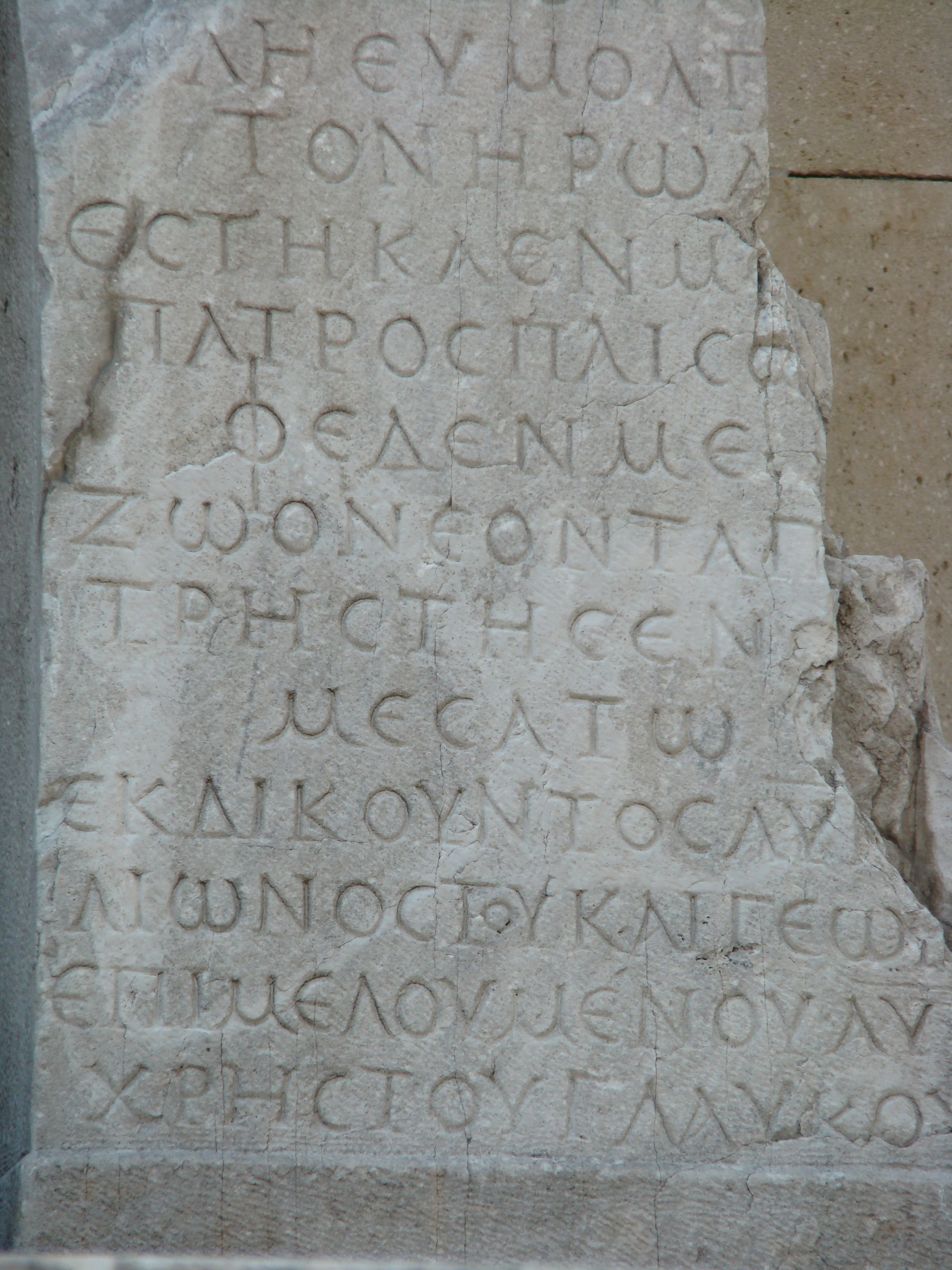